# Chiesa dell'Abbazia della Misericordia
La chiesa dell'Abbazia della Misericordia è un ex edificio religioso della città di Venezia, situato nel sestiere di Cannaregio, affacciato sul campo omonimo.
Sconsacrata nel 1973, l'edificio è utilizzato per ospitare le esposizioni artistiche della Biennale di Venezia.

## Storia

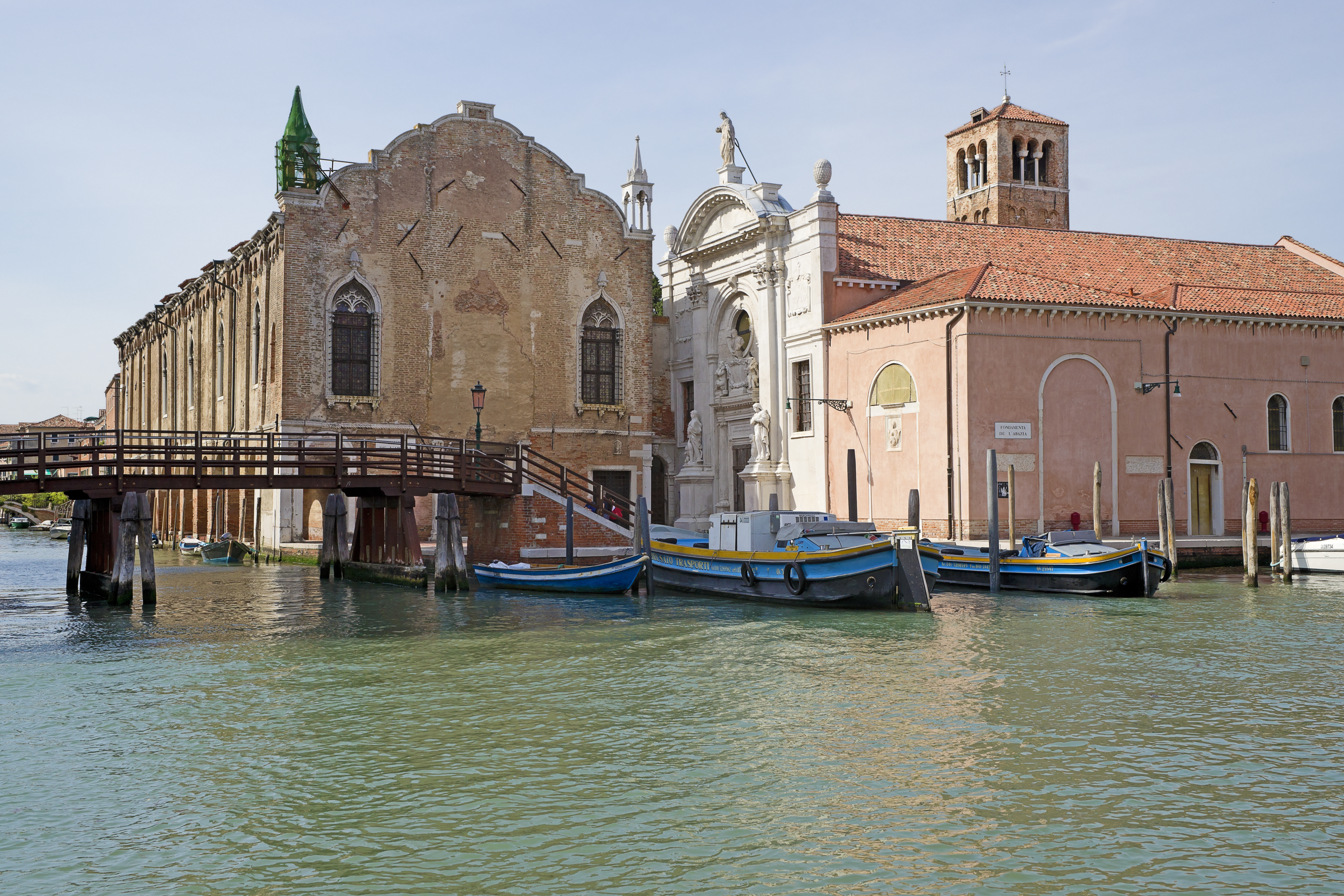
La Scuola vecchia di Santa Maria della Misericordia e, a destra, la chiesa dell'abbazia

Il primo nome della chiesa fu Santa Maria di Val Verde, dal nome originale dell'isola su cui fu costruita. La storia della chiesa è legata alla Scuola Grande di Santa Maria della Misericordia, che dal XIV secolo eresse nelle vicinanze due proprie sedi, un ospedale e delle abitazioni.
Già nel 936 si trova traccia di una chiesa in quest'area, la cui fondazione, secondo Francesco Sansovino, è da attribuire a Cesare de Giuli, detti anche Andreardi, oppure congiuntamente alle famiglie de Giuli e Moro. Nel XIII secolo venne rifatta completamente, abbandonando la struttura bizantina ed acquisendo uno stile gotico.
Era sta concessa inizialmente ad un ordine di eremiti, poi probabilmente a degli Agostiniani. Nel 1348 i monaci furono sterminati dalla peste, l'abate, unico superstite, morì nel 1369 lasciando il patrocinio perpetuo della chiesa a Luca Moro e ai suoi discendenti: da allora la chiesa è legata alla storia della famiglia patrizia Moro che ne acquisirono il giuspatronato, con il diritto perpetuo di nominare il priore della chiesa (mantennero tale diritto fino alla caduta della Repubblica di Venezia nel 1797).
Il 9 giugno 1611 il priore Girolamo Savina, autore di una cronaca di Venezia detta Cronaca Savina, morì avvelenato da un monaco, bevendo il vino della comunione mentre celebrava la messa.
Nel 1659 l'architetto bolognese Clemente Molli (già coadiuvante di Baldassare Longhena a Venezia) rifece la facciata in stile barocco, a cura e spese del patrizio e filosofo Gasparo Moro, il cui busto scolpito dal Moli appare sopra la porta. Moli scolpì anche le figure allegoriche ai lati della porta. All'epoca, la chiesa conteneva una tela di Paolo Veronese ed un ciclo del Tintoretto.

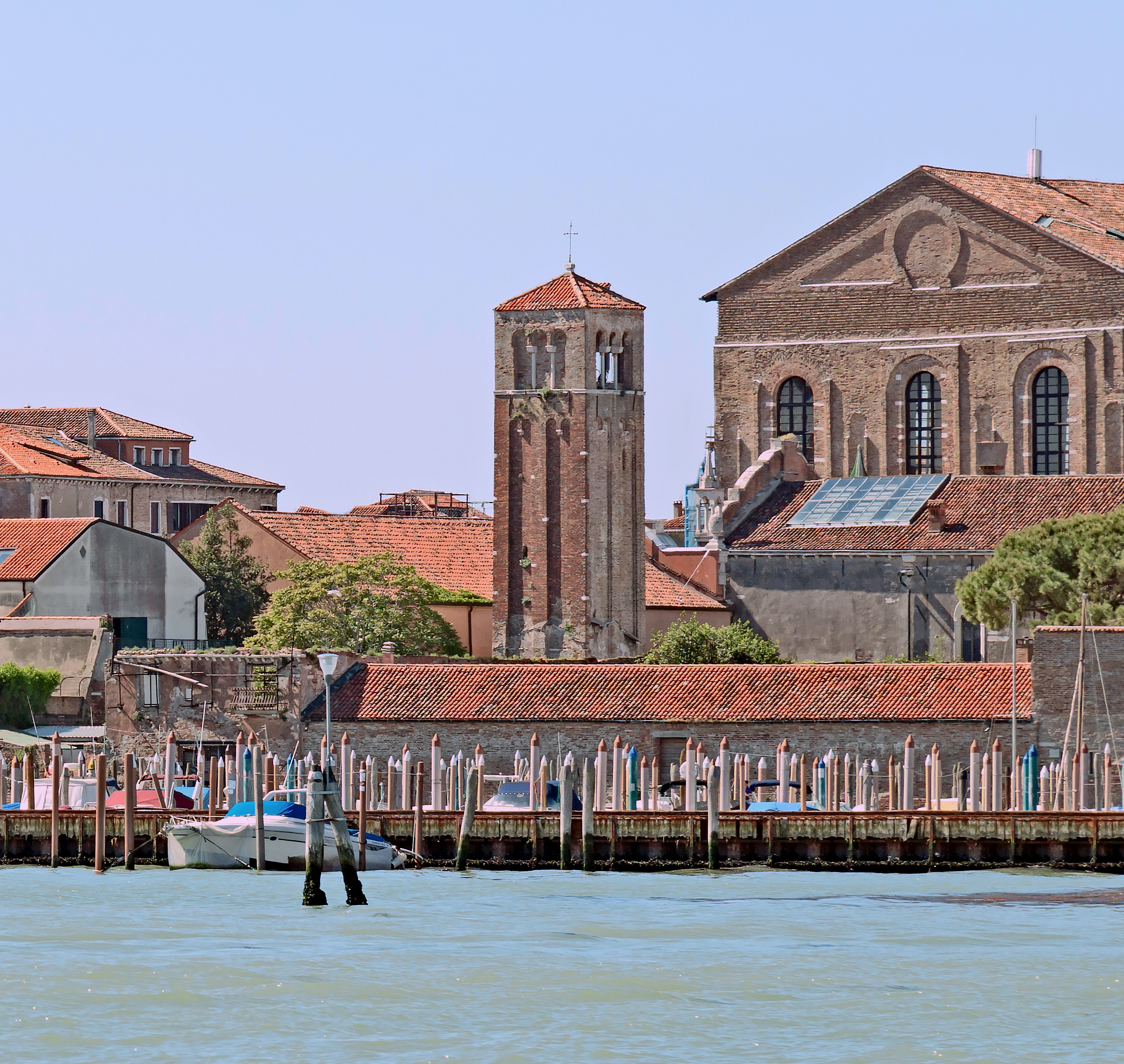
Il campanile della chiesa della Misericordia

Nel 1806, durante l'epoca napoleonica, venne soppressa la Scuola della Misericordia e la chiesa fu completamente spogliata e trasformata in magazzino militare, mentre il monastero, che già si trovava in stato di abbandono e mezzo crollato, fu definitivamente demolito.
Salvatasi dalla demolizione, la chiesa fu di nuovo arricchita tra il 1825 ed il 1864 con molte opere provenienti da altre chiese demolite o soppresse, che l'abate Pietro Pianton (al secolo Angelo Pasquale) riuscì a recuperare. Nel 1864, morto Pianton, prese il suo posto l'abate Millin, ma alla morte di questi la chiesa venne acquisita a seguito di procedimento giudiziario dalla famiglia Moro-Lin, la quale vendette tra il 1868 e il 1882 tutte le opere d'arte (che pur non facevano strettamente parte dello juspatronato rivendicato dalla famiglia stessa).
Nel 1890 venne utilizzata come lazzaretto.
Nel 1891, per evitare che divenisse una chiesa evangelica, fu acquistata personalmente dal patriarca Domenico Agostini, che però non riusci a perfezionare la donazione alla curia veneziana: venne così ereditata dai parenti del patriarca, che la vendettero nuovamente.
In seguito, la chiesetta fu utilizzata occasionalmente dai frati dell'ordine dei Servi di Maria, con l'ultima messa celebrata il 17 agosto 1967 e il definitivo abbandono nel 1973.
Il 28 marzo 1973 la chiesa venne ufficialmente sconsacrata, con decreto firmato dall'allora patriarca Albino Luciani (futuro papa Giovanni Paolo I). e venduta a Nani Sartorio, che nel 1980 la rivendette a Roberto Benedetti, che vi allestì un magazzino e un negozio di souvenir. Il campanile trecentesco venne invece affittato per "osservazioni meteorologiche e astronomiche", mentre altre stanze al lato della chiesa furono ristrutturati come appartamenti ad uso turistico.
La chiesa è stata utilizzata nel 1979 per le riprese di due film Moonraker - Operazione spazio, parte della serie di James Bond. Nel 1988 l'edificio fu utilizzato per le riprese di Nosferatu a Venezia, in cui il conte Dracula (interpretato dall'attore Klaus Kinski) uccide una delle sue vittime all'interno dell'ex chiesa.

## Descrizione

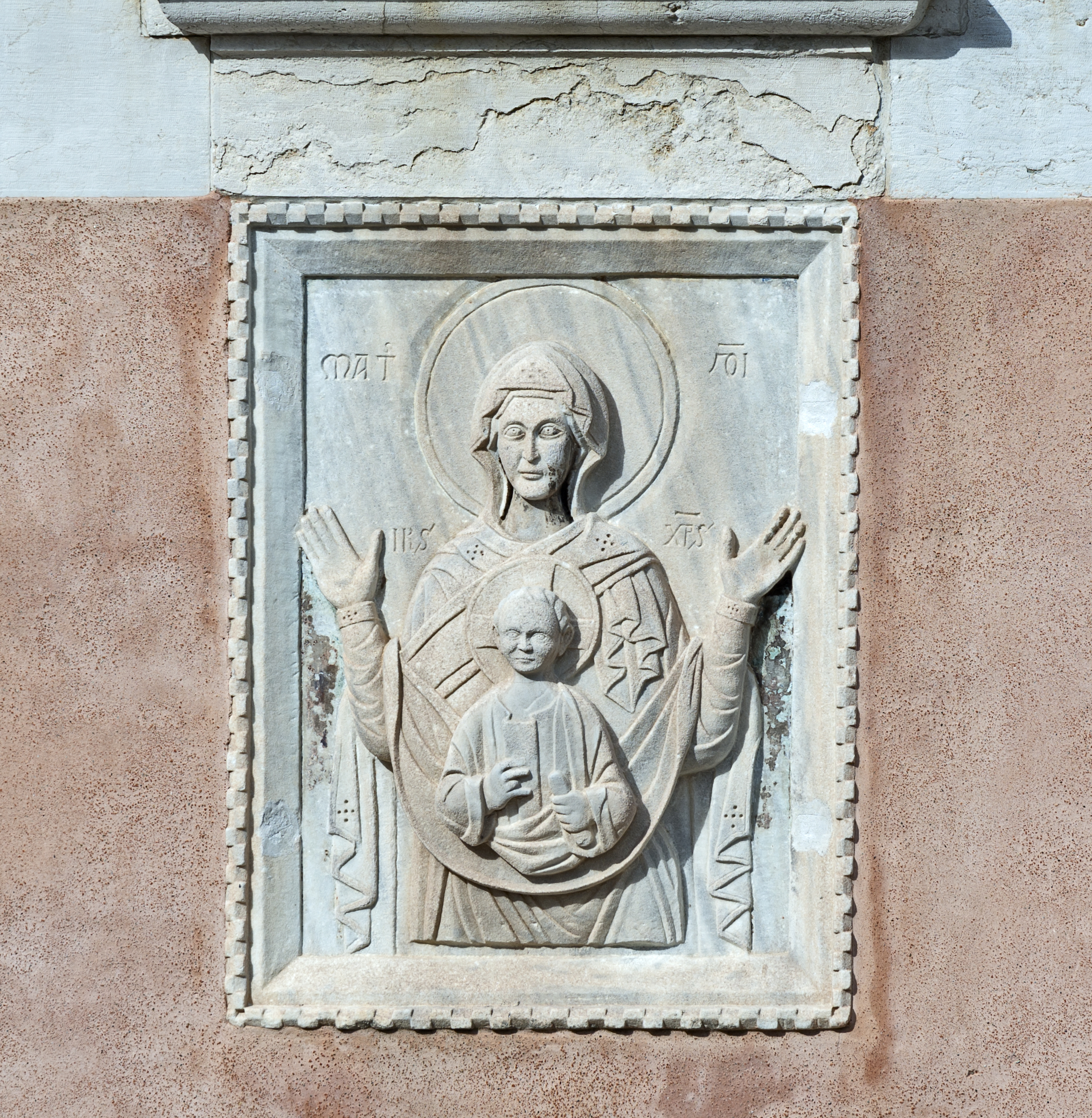
Madonna col Bambino (XIV secolo)

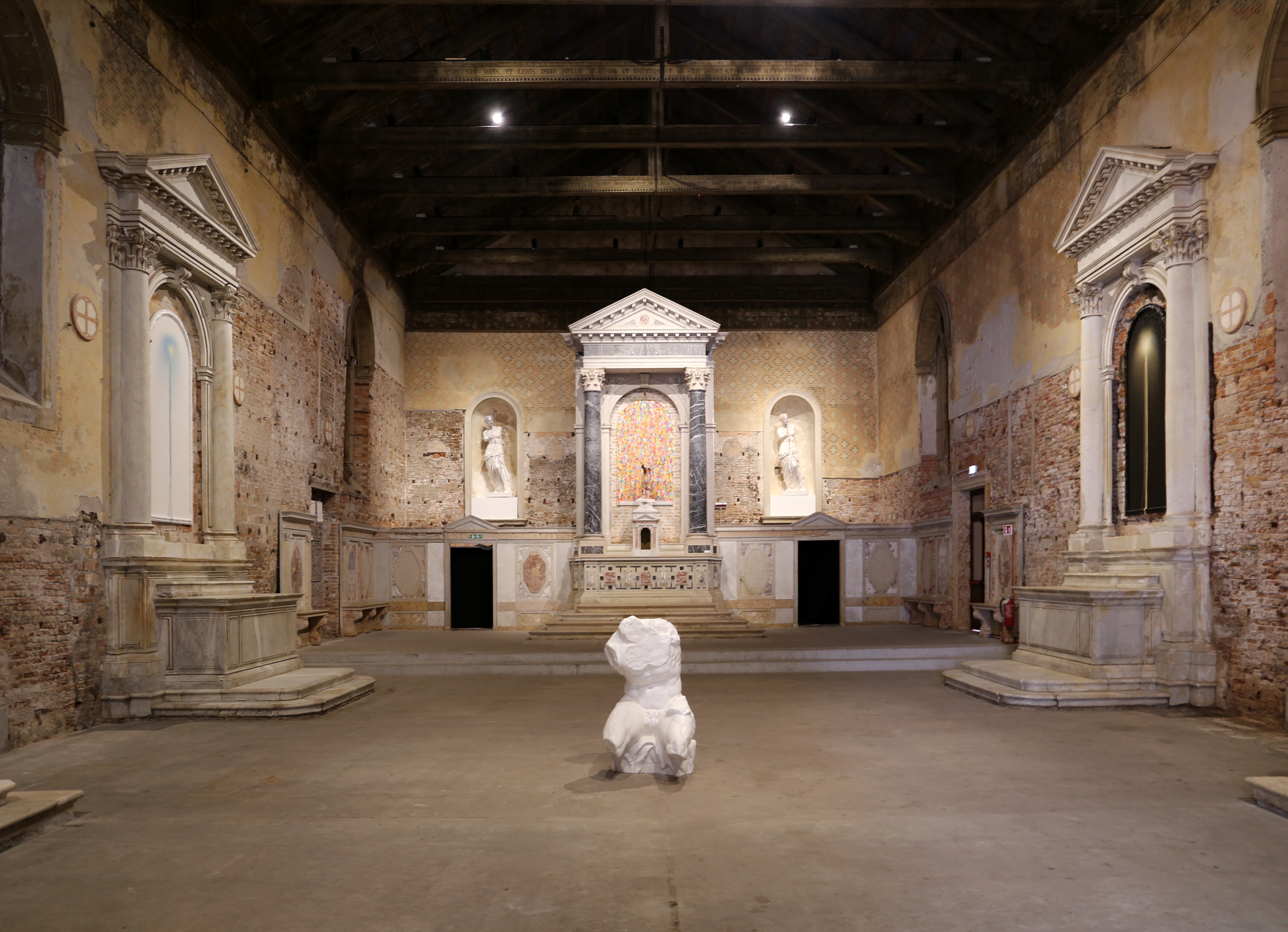
Interno della chiesa

L'interno della chiesa sconsacrata è costituita da un'unica navata, con tetto a capanna. L'altare maggiore e gli stalli marmorei provengono dalla demolita chiesa monastica di San Mattia di Murano.
La facciata esterna in pietra è strutturata attorno ad un ordine gigante centrale dominato da un timpano centinato e circondato da due ali trabeate. La sommità del frontone è coronata dalla statua della Vergine, mentre gli spigoli delle ali da acroteri a pigna. Sugli alti basamenti sporgenti dell'ordine gigante vi sono due statue allegoriche (la Carità e la Fortezza); sopra il portale, davanti al rosone, il busto di Gasparo Moro accompagnato da un cartiglio e putti dolenti seduti su libri. Tutte le sculture sono opera di Clemente Molli, a cui si deve probabilmente anche il progetto della facciata.
Il campanile in stile veneto-bizantino, che si intravede sul retro, ed il bassorilievo raffigurante la Madonna col Bambino di scuola trecentesca sull'annesso a destra della facciata, rimangono le ultime memorie della struttura originaria.

## Sede espositiva

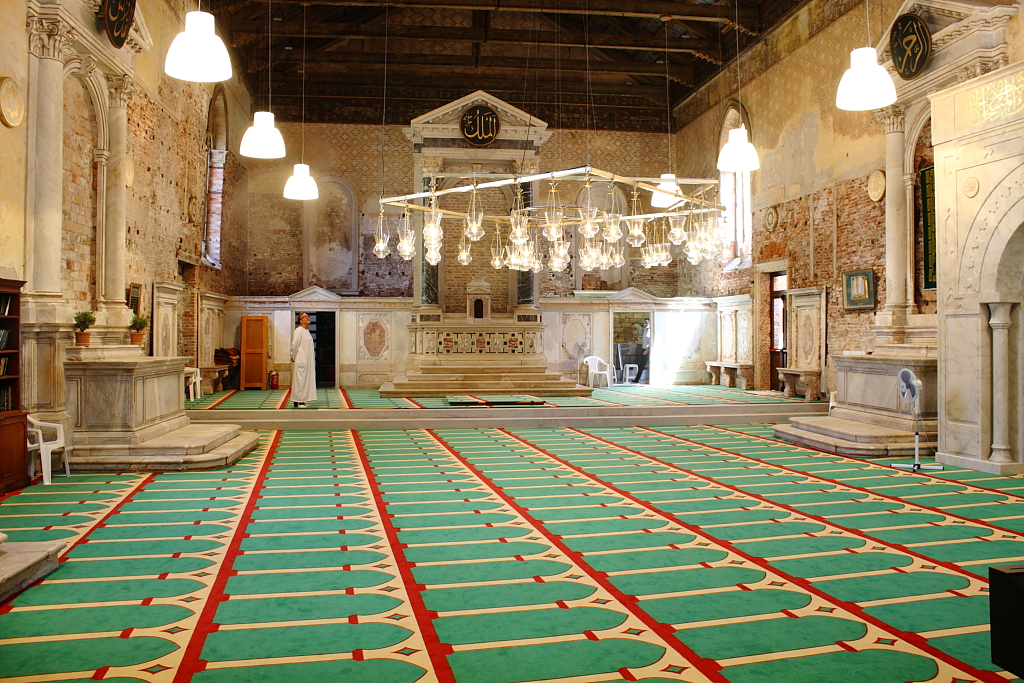
La moschea allestita da Christoph Büchel per il padiglione islandese durante la Biennale d'arte del 2015

Per la LVI Esposizione internazionale d'arte la chiesa ha ospitato, dal 9 al 22 maggio 2015, il padiglione nazionale dell'Islanda, con una performance dell'artista svizzero Christoph Büchel. L'opera, aperta al pubblico, si intitolava The Mosque: The First Mosque in the Historic City of Venice (La Moschea: la prima moschea nel centro storico di Venezia), costituita da un vero luogo di culto per i fedeli musulmani con tanto di miḥrāb rivolto verso la Mecca, sala per le abluzioni ricavata nel presbiterio, grande tappeto e versetti coranici alle pareti. A seguito di denuncia presentata dall'esponente locale di Forza Nuova Alessandro Tamborini, la polizia municipale di Venezia impose la chiusura del padiglione a causa di violazioni amministrative riscontrate nell'esecuzione dell'installazione artistica poco dopo l'apertura dell'Esposizione.
Nel 2017 ha ospitato una mostra personale di Omar Hassan, Do Ut Des, organizzata nello stesso periodo della LVII Biennale.